# Metaponpneumata rogenhoferi
Metaponpneumata rogenhoferi là một loài bướm đêm trong họ Noctuidae.